# تاتسويو ساكاإي
تاتسويو ساكاإي (باليابانية: 坂井 達弥) (مواليد 19 نوفمبر 1990) هو لاعب كرة قدم ياباني يلعب حاليا لصالح V-Varen Nagasaki في الدوري الياباني الممتاز. يلعب مع منتخب اليابان لكرة القدم منذ عام 2014.

## وصلات خارجية
- تاتسويو ساكاإي على موقع رابطة كرة القدم اليابانية للمحترفين (اليابانية)
- تاتسويو ساكاإي على موقع قاعدة بيانات كرة القدم.إي يو (الإنجليزية)
- تاتسويو ساكاإي على موقع ناشيونال فوتبول تيمز (الإنجليزية)
- تاتسويو ساكاإي على موقع Soccerway.com (الإنجليزية)
- تاتسويو ساكاإي على موقع عالم كرة القدم.نت (الإنجليزية)
- تاتسويو ساكاإي على موقع كووورة

- National Football Teams
- Japan National Football Team Database